# Jean-Pierre Schosteck
Jean-Pierre Schosteck, né le 16 mars 1942 à Paris, est un homme politique français, successivement membre du Rassemblement pour la République, du Rassemblement pour la France, de l'Union pour un mouvement populaire, puis des Républicains.

## Biographie
Jean-Pierre Schosteck est maire de Châtillon, commune des Hauts-de-Seine, du 14 mars 1983 au 3 juillet 2020. Il est élu conseiller général du Canton de Châtillon en mars 1985 et réélu en 1992. Après l'entrée de Charles Pasqua au gouvernement, il lui succède au Sénat à compter du 1er mai 1993 et, pour cause de cumul de mandats, il doit abandonner son siège au conseil général. Il est réélu en septembre 1995 pour un mandat complet de neuf ans qui prend fin en septembre 2004.
Membre du conseil de la communauté de communes de Châtillon-Montrouge depuis sa création en 2004, il en demeure son premier président jusqu'en 2008. Il est également président de la Fédération des entreprises publiques locales (ancienne Fédération nationale des sociétés d'économie mixte) de 2005 à 2008 et premier vice-président de l'Association des maires de France (AMF).
Le 4 février 2008, il est élu député de la 12e circonscription des Hauts-de-Seine, lors de l'élection partielle organisée à la suite de l'invalidation de l'élection de juin 2007 de Philippe Pemezec.
De décembre 2009 à juin 2012, il est membre de la Commission locale d'information auprès du CEA de Fontenay-aux-Roses.
Aux élections législatives de 2012, il se présente comme suppléant de Philippe Pemezec, mais le siège de député de la 12e circonscription revient au socialiste Jean-Marc Germain. 
Le 12 septembre 2013, il est condamné à 10 000 euros d'amende, un an d'emprisonnement avec sursis et un an d'inéligibilité pour favoritisme et prise illégale d'intérêt dans l'attribution de deux marchés publics,, jugement dont il fait appel,. En appel, la condamnation est confirmée, mais la peine est réduite à 6 mois d’emprisonnement avec sursis, et la peine d’inéligibilité est levée.
En janvier 2016, il est élu 5e vice-président de l'établissement public territorial Vallée Sud Grand Paris.

Le 30 septembre 2019, il annonce qu'il ne sera pas candidat à l'élection municipale de 2020, après 37 ans de mandat en tant que maire de Châtillon
,. 
Le 3 mars 2020, il est mis en garde à vue par la brigade de répression de la délinquance économique, dans le cadre d’une enquête pour détournement de fonds public et favoritisme. Il est mis en examen le 5 mars 2020 pour « favoritisme, détournement de fonds publics par personne dépositaire de l'autorité publique, recel de favoritisme et de détournement de fonds publics, prise illégale d'intérêt, corruption, trafic d'influence, financement illicite de parti politique, manquement aux obligations de déclarations à la Haute autorité pour la transparence de la vie publique, faux et usage de faux, et abus de biens sociaux ». Il est placé sous contrôle judiciaire avec interdiction de se rendre à l'hôtel de ville.